# NAOKI-T
NAOKI-T（ナオキ・ティー）は、日本の音楽プロデューサー、作曲家、編曲家、トラックメイカー、ギタリスト。神奈川県川崎市出身。既婚。

## 来歴
中学からギターを始め、高校の頃には劇伴やゲームミュージックのレコーディングなどを行うスタジオ・ミュージシャンとして活動していた。
その後、渡米しセッションや演奏活動をおこないながら様々な音楽に触れ、帰国後は専門学校等で講師をする傍ら並行して作編曲を学び、原田真二プロデュースによるアーティストなどの作曲・編曲を行う。
2003年、ケツメイシとの合宿制作（シングル「夏の思い出」、アルバム『ケツノポリス3』）からトラックメイカーとして参加、2005年発売の「さくら」でトラックメイク・編曲と共に自身初のプロデュースを担当。同作品を収録した『ケツノポリス4』が240万枚のセールス記録とともに第47回日本レコード大賞年間最優秀賞アルバム賞を受賞。
2011年9月10日、同年3月11日に発生した東日本大震災を受けケツメイシとFUNKY MONKEY BΛBY'Sのコラボソング『ライジングサン』をプロデュース・共作曲し、復興チャリティーソングとして配信限定リリース。同楽曲の印税・制作費は全額義援金として寄付された。
2012年、miwaの「ヒカリヘ」を手掛けた事で同楽曲が主題歌であったフジテレビ系ドラマ『リッチマン、プアウーマン』のサウンドトラック制作に参加。翌2013年に放送された『リッチマン、プアウーマン in ニューヨーク』でもmiwaの新曲「Delight」と共にサウンドトラック制作に参加した。
2014年、「ドラえもん 新・のび太の大魔境 〜ペコと5人の探検隊〜」劇中歌「友達」の編曲を担当（作詞・作曲は多田慎也、歌は木村昴）。
FUNKY MONKEY BABY’Sやmiwaなどプロデュースを担当するアーティストはデビューから手がける事も多く、ライブ・ツアー・テレビにギタリスト、ベーシスト、キーボーディストとして出演する事もある（過去にmiwa、KREVA、やなわらばー、龍などのLiveに参加）。
制作スタイルや曲調はエレクトロニック・ダンス・ミュージック、バンド、シンガーソングライター、アイドルと幅広い。ビートメイキング、プログラミングだけでなく、ギター、ベース、鍵盤楽器、打楽器、民族楽器等と演奏者としてのクレジットも多岐に渡り、ストリングスアレンジやブラスアレンジも自ら行う。使用しているデジタル・オーディオ・ワークステーションは、 アビッド・テクノロジー社のPro Tools。

## プロデュースした主なアーティスト（作曲のみ・編曲のみ含む）
| - 嵐 - ET-KING - 上戸彩 - MCU - 辛島美登里 - K - ケツメイシ - CODE-V - 阪本奨悟 - 沢井美空 - しなまゆ - 柴咲コウ | - 清水翔太 - JUN SKY WALKER(S) - 高橋幸宏 - 土屋アンナ - chay - ナオト・インティライミ - 中澤信栄 - 中島美嘉 - NEWS - 浜崎貴司 - ハルカトミユキ - FUNKY MONKEY BΛBY'S | - BoA - POSSIBILITY - 松田聖子 - miwa - May J. - May'n - ももいろクローバーZ - やなわらばー - 山猿 - 遊助 - LITTLE ほか |

## 主なプロデュース作品（作曲のみ・編曲のみ含む）
- 嵐
「風」「Still...」「マイガール」「声」「トビラ」
- ET-KING
「愛しい人へ」「ギフト」「Beautiful Life」「今」「君想う花」「新恋愛」「最後の言葉 feat.h 」「こっちこい」「なんかいいね」「メッセージ」ほか
- 上戸彩
「笑顔のままで」「風をうけて」「約束の場所」ほか
- MCU
「サーフライダー feat. 浜崎貴司」「いいわけ feat. Ryoji」「サヨナラ」
- K
「この歌を‥‥‥‥♪」「KI・ZU・NA～忘れないよ～」「Believe in love you」ほか
- ケツメイシ
「君にBUMP」「さくら」「トレイン」「また君に会える」「旅人」「出会いのかけら」「お二人SUMMER」「闘え！サラリーマン」「君とつくる未来」「幸せをありがとう」「1日」「家に帰ろう」「夜の天使」「歩いてく」「三十路ボンバイエ」「東京」「歌謡い」「ライフイズビューティフル」「夢の中」「流れ」「何故歌う」「街並」「出会いは成長の種」「リディムドライバー」「叫び」「君と僕の季節」「伝えたいこと」「ろく*でなし」「激情」「ボラーレ ～ Nel Blu, Dipinto Di Blu」「いま会いに行く」「リゾラバ」「」「夜空ノシタ」「ありのまま」ほか
- ケツメイシ×FUNKY MONKEY BΛBY'S
「ライジングサン」
- CODE-V
「Spring Love」「君といた夏」
- 阪本奨悟
「しょっぱい涙」「ぎゅっと 〜恋と嘘〜」「下手くそなLOVE SONG」
- 沢井美空
「浮遊旋律」「青色写真」「ワンダフル☆デイズ」「出来れば今すぐ会いたい」
- しなまゆ
「まだ言わない」「Contour」「好きな人」「イエティ」「Good-Choki-Paa!」「ミスト」ほか
- JUN SKY WALKER(S)
「ファンファーレ」
- chay
「Love is lonely」「Half Moon」「Forever」
- ナオト・インティライミ
「ありったけのLove Song」
- 中澤信栄
「マボロシ」「パノラマ Feat. 畠山美由紀」ほか
- NEWS
「SUMMER TIME」「FLY AGAIN」「Wake up」「恋祭り」「snow again」ほか
- ハルカトミユキ
「世界」「君はまだ知らない」「tonight」「肯定する」「All I want」「感情七号線（フラワーカンパニートリビュート）」
- FUNKY MONKEY BΛBY'S
「そのまんま東へ」「恋の片道切符」「ALWAYS」「告白」「大切」「サヨナラじゃない」「ありがとう」「Life is a Party」「悲しみなんて笑い飛ばせ」「ナツミ」「西日と影法師」「One」「おかえりなさい」「キラキラ」「愛の歌」「Journey」「いいんじゃない」「夏の終わりに」「あなたへ」ほか
- BoA
「Gracious Days」「Happy Birthday」ほか
- POSSIBILITY
「ヒマワリ」「Radio Radio」「sanagi」ほか
- miwa
「don't cry anymore」「chAngE」「あなたがいないと世界はこんなにつまらない」「ありえない!!」「friend 〜君が笑えば〜」「441」「Chasing hearts」「FRiDAY-MA-MAGiC」「片想い」「いくつになっても」「again×again」「メリーゴーランド」「Take@chance」「ヒカリヘ」「HiKARiE Remix ～English version～」「カラ*フル」「ミラクル」「Delight」「321」「サヨナラ」「LOUD 〜憂鬱をぶっ飛ばせ〜」「Faith」「キットカナウ」「It's you!」「君に出会えたから」「月食〜winter moon〜」「fighting-φ-girls」「空の彼方」「360°」「ONENESS」「ストレスフリー」「super heroine」「あなたがここにいて抱きしめることができるなら」「Princess」「シャンランラン feat. 96猫」「結 〜ゆい〜」「Princess（TropicalRemix）」「SPLASH」「ATTENTION」「アップデート」「Unchained Love」ほか
- May J.
「Dear...」
- May'n
「IN THE AIR」「Re:REMEMBER」「誰がために」「本当の声をあなたに預けたくてfeaturing 千菅春香」「Shine A Light」「バースデイ！〜PEACE of SMILE」「You」ほか
- ももいろクローバーZ
「いつか君が」
- やなわらばー
「唄の島」「拝啓○○さん」「いちごいちえ」「サクラ」「風になりたい（カバー）」ほか
- 遊助
「みんなのうた」「ブリキ」「JETCOASTER」「ばーちゃんの背中と僕の足」
- LITTLE
「ワンマンショウ」「夢のせい」「彼方」